# Charles Zévort
Ne doit pas être confondu avec Edgar Zévort.
Charles Zévort (né Charles Marie Zévort le 23 avril 1816 à Bourges et mort le 3 novembre 1887 à Paris) est un agrégé de philosophie, docteur ès lettres, et enseignant. Il a été nommé recteur puis, en 1879 Inspecteur général de l'Instruction publique pour l'enseignement supérieur.

## Biographie
Le père de Charles Zévort est  huissier royal. Charles fait ses études au collège de Bourges puis à Paris. Il obtient le baccalauréat ès lettres et le  premier prix au concours général de discours français (1835). Admis à l'École normale supérieure en 1836 il choisit, sous   l'influence de Victor Cousin,  la philosophie. Licencié ès lettres, il est agrégé  de philosophie  en 1840. En 1843 il soutient sa thèse de doctorat ès lettres Anaxagore et l'année suivante sa thèse complémentaire  In Aristotelis placita de physica auscultatione, vel de Principiis.
Charles Zévort est nommé enseignant de philosophie au collège royal d'Amiens en 1838 ; puis à Rennes en 1839.  L'évêque  Brossais-Saint-Marc critique son enseignement et écrit au ministre pour qu'il soit sanctionné. Après un congé d'un an il est affecté  au collège royal de Metz. En mars 1848 il devient inspecteur d'académie à Orléans puis  à Montpellier. À nouveau en  conflit avec son administration, le ministre de l'instruction publique, M. de Parieu, le met en disponibilité. Il retourne dans l'Université  en septembre 1856 en qualité d'inspecteur d'académie à Aix-en-Provence. Il occupe ensuite plusieurs postes dans le rectorat : vice-recteur de l'académie de Chambéry en 1862, recteur de l'académie de Bordeaux en 1867 recteur de l'académie d'Aix-en-Provence en 1874 ; recteur de l'académie de Bordeaux en 1878 ; vice-recteur de l'académie de Paris en 1879. Par décret du 10 février 1879 il est nommé directeur de l'enseignement secondaire sous le ministère Ferry.  
Dans l'exercice de ses fonctions Charles Zévort a accompagné fidèlement Jules Ferry qui lui rend hommage pour son rôle dans l'action pour la scolarisation des filles  "une autre grande entreprise, moins contestée dans le présent, et d'une portée incalculable dans l'avenir, a rempli les dernières années de l'administration de M. Zévort. Je veux parler de l'enseignement secondaire des filles. La troisième République n'aura pas laissé d'œuvre plus grosse de conséquences ; l'Université libérale et républicaine n'en connaîtra pas de mieux conduite ni de plus réussie. Il faut bien rappeler qu'il en fut, non sans doute le promoteur, mais l'ouvrier ; que c'est lui qui l'a mise debout, qui l'a constituée, qui l'a fait vivre".
Charles Zévort se marie avec  Cécile, Antoinette, Amélie Laurent, fille d'Achille Laurent,  proviseur puis recteur.  Ils ont  deux enfants dont Edgar (1842-1908) qui deviendra recteur à son tour.
Il prend sa retraite en 1887.

## Décorations
Charles Zévort est élevé au rang de grand officier de la Légion d'honneur le 11 décembre 1880 (chevalier en 1860, officier en 1866, commandeur en 1874).

## Publications
Traductions
- Aristote, La Métaphysique, Paris, Ebrard, Joubert, 1840
- Diogène Laërce, Vies et doctrines des philosophes de l’Antiquité, Paris, Charpentier, 1847
- Thucydide, Histoire de la guerre du Péloponnèse, Paris, Charpentier, 1852
- Romans grecs  (Daphnis et Chloé, de Longus ; Leucippe et Clitophon, d'Achille Tatius ; Anthia et Habrocome, de Xénophon d'Éphèse ; Histoire véritable, de Lucien ; Théagène et Chariclée, d'Héliodore ; Lucius, ou l'Âne, de Lucien ; L'Eubéenne, ou le Chasseur, de Dion Chrysostome), Paris, Charpentier, 1856
- Aristophane, Comédies, Paris, Charpentier, 1889

Autres publications
- Anaxagore, dissertation sur la vie et la doctrine d'Anaxagore Paris, 1843, ed. Joubert, 204 p.
- Lettre adressée à M. le ministre de l'instruction publique au sujet de sa destitution des fonctions d'inspecteur d'académie, Montpellier, 1850, impr. de L. Cristin, 13 p.